# ريه ميازاوا
ريه ميازاوا (باليابانية: 宮沢りえ) هي عارضة أزياء ومغنية وعارضة وممثلة يابانية، ولدت في 6 أبريل 1973 في اليابان.

## أعمال

### أفلام
- توني تاكيتاني (2004)

### مسلسلات
- أشورا (2025)

## وصلات خارجية
- ريه ميازاوا على موقع IMDb (الإنجليزية)
- ريه ميازاوا على موقع ميتاكريتيك (الإنجليزية)
- ريه ميازاوا على موقع روتن توميتوز (الإنجليزية)
- ريه ميازاوا على موقع ألو سيني (الفرنسية)
- ريه ميازاوا على موقع ميوزك برينز (الإنجليزية)
- ريه ميازاوا على موقع تيرنر كلاسيك موفيز (الإنجليزية)
- ريه ميازاوا على موقع أول موفي (الإنجليزية)
- ريه ميازاوا على موقع أول ميوزيك (الإنجليزية)
- ريه ميازاوا على موقع ديسكوغز (الإنجليزية)
- ريه ميازاوا على موقع قاعدة بيانات الفيلم (الإنجليزية)